# 27. květen
27. květen je 147. den roku podle gregoriánského kalendáře (148. v přestupném roce). Do konce roku zbývá 218 dní. Svátek má Valdemar.

## Události

### Česko
- 1471 – Český sněm odmítl volbu Matyáše Korvína českým králem a na doporučení Jiřího z Poděbrad uznal nástupnictví Vladislava Jagellonského, syna polského krále Kazimíra IV.
- 1897 – Odstartoval 1. ročník běžeckého závodu Běchovice–Praha.
- 1920 – Tomáš Garrigue Masaryk zvolen podruhé prezidentem republiky.
- 1927 – Tomáš Garrigue Masaryk zvolen potřetí prezidentem republiky.
- 1942 – Jozef Gabčík a Jan Kubiš provedli atentát na Reinharda Heydricha.
- 2000 – Při vichřici spadla památná Semtinská lípa.

### Svět
- 1153 – Ve Scone byl Malcolm IV. korunován skotským králem.
- 1199 – Jan Bezzemek byl korunován anglickým králem.
- 1308 – Všichni členové templářského řádu na Kypru byli zajati a uvrženi do vězení
- 1353 – V Budíně se Anna Svídnická stala třetí manželkou Karla IV.
- 1525 – V Mühlhausenu byl popraven Thomas Müntzer, vůdce povstalců v německé selské válce, když byl předtím zajat po porážce 5000 sedláků v bitvě u Frankenhausenu
- 1655 – Anglická invaze na Jamajku: Španělští obránci ostrova kapitulovali, Jamajka se stala anglickou kolonií.
- 1703 – Car Petr Veliký založil Petrohrad.
- 1883 – Alexandr III. byl korunován ruským carem.
- 1905 – V bitvě u Cušimy ve vodách Korejského průlivu byla rozhodnuta rusko-japonská válka.
- 1930 – Na Manhattanu byl otevřen Chrysler Building, nejvyšší budova světa.
- 1937 – Byl otevřen most Golden Gate Bridge v San Francisku pro pěší, pro automobilovou dopravu na druhý den.
- 1941 – V Atlantském oceánu byla potopena německá bitevní loď Bismarck s 2 300 lidmi na palubě.
- 2001 – V rakouském Götzisu překonal jako první atlet hranici 9000 bodů v desetiboji Čech Roman Šebrle světovým rekordem 9026 bodů. Překonal ho teprve Američan Ashton Eaton v červnu roku 2012 výkonem 9039 bodů.

## Narození
Automatický abecedně řazený seznam viz Kategorie:Narození 27. května

### Česko

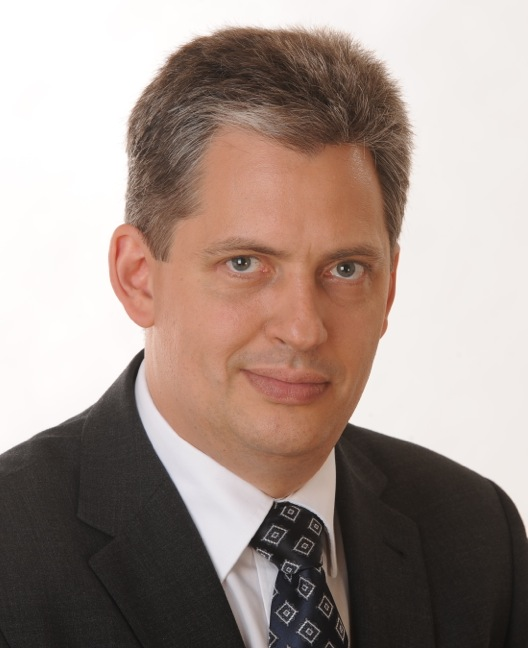
Jiří Dienstbier mladší (* 1969)

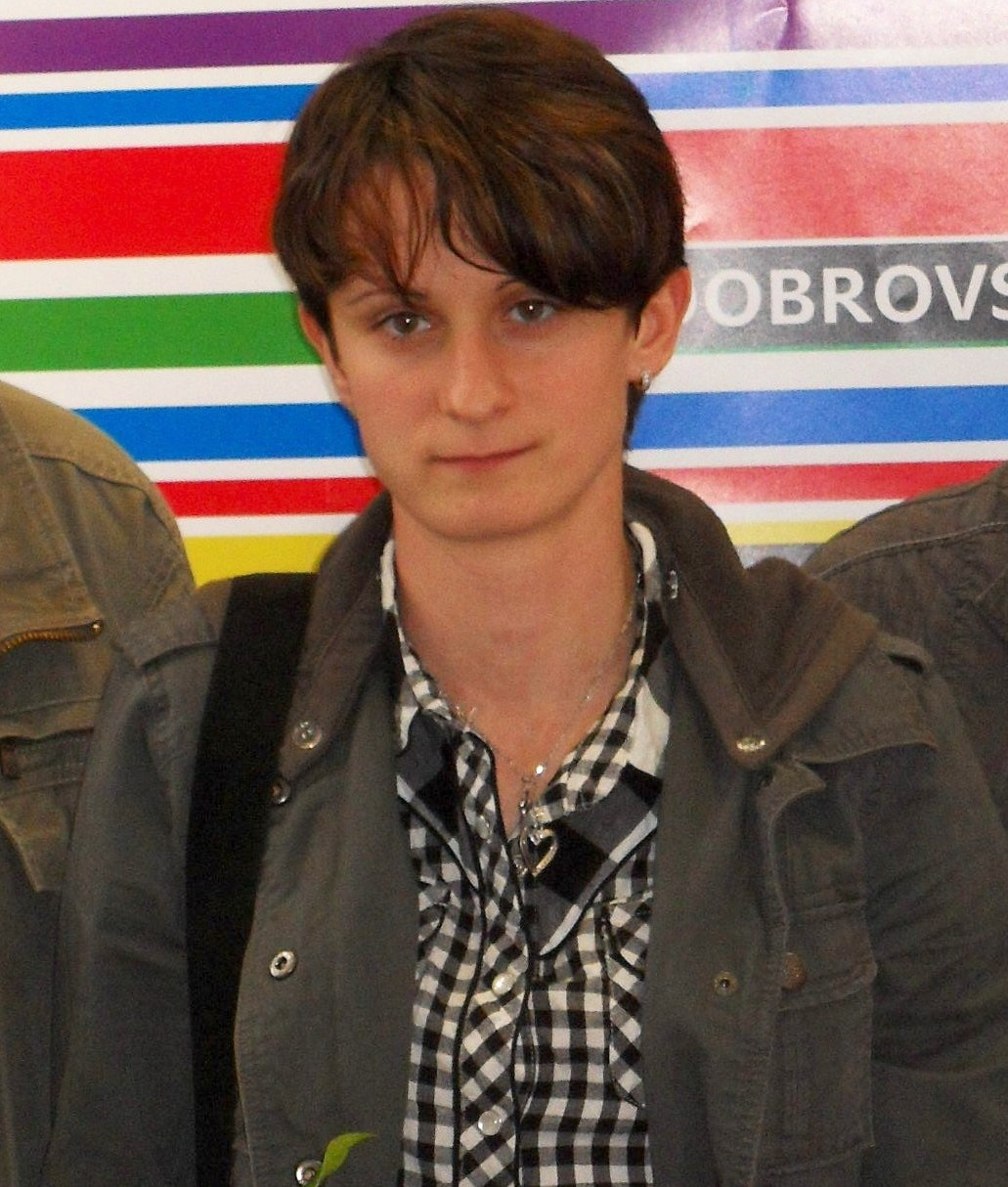
Martina Sáblíková (* 1987)

- 1829 – Josef Kořínek, klasický filolog († 14. srpna 1892)
- 1859 – Ferdinand Pečírka, profesor dermatologie a venerologie († 18. ledna 1922)
- 1860 – Bohumil Fidler, hudební skladatel a dirigent († 2. června 1944)
- 1862 – Jaroslav Pospíšil, advokát, odborník na autorské právo († 16. ledna 1910)
- 1867 – Karel Weinfurter, překladatel, spisovatel, mystik a okultista († 14. března 1942)
- 1880 – Otomar Bistřický, československý politik († 18. března 1949)
- 1883 – Emil Utitz, filozof, estetik a psycholog († 2. listopadu 1956)
- 1884 – Max Brod, pražský židovský, německy píšící spisovatel, překladatel a skladatel († 20. prosince 1968)
- 1886 – František Hák, fotograf († 1. března 1974)
- 1887
  - F. Háj, spisovatelka († 25. července 1934)
  - Alois Kubíček, architekt, památkář, historik architektury († 8. ledna 1970)
- 1895
  - Ferdinand Vodička, klavírista, dirigent, sbormistr, hudební skladatel a pedagog († 18. května 1953)
  - Jiří Křížek, advokát, oběť komunistického teroru († 1970)
  - André Simone, levicový novinář, spisovatel a politik († 3. prosince 1952)
- 1909 – Antonín Houba, hokejový reprezentant († 16. října 1986)
- 1910 – Václav Knotek, šifrant vojenské zpravodajské služby, oběť komunismu († 16. června 1948)
- 1920 – Mojmír Smékal, hudebník a skladatel († 21. září 1995)
- 1926 – Petr Sgall, jazykovědec († 28. května 2019)
- 1927 – Arnošt Sádlík, kytarista, loutnista a hudební pedagog († 21. srpna 1998)
- 1929 – Zdeněk Fišer, katolický spisovatel, překladatel a filozof († 2. července 2010)
- 1931 – Věroslav Neumann, hudební skladatel († 28. listopadu 2006)
- 1933 – Jiří Polák, politolog, překladatel, spisovatel
- 1938 – Lubor Dohnal, dramaturg a scenárista
- 1942 – Pavel Jansa, lékař a spisovatel
- 1943 – Luděk Sobota, komik
- 1944 – Alex Koenigsmark, spisovatel a scenárista († 23. ledna 2013)
- 1947 – Pavel R. Pokorný, knihovník, archivář a heraldik († 5. března 2014)
- 1949 – Ladislav Lahoda, zápasník a filmový kaskadér
- 1958 – Petr Balajka, bohemista, polonista, spisovatel a fotograf
- 1969 – Jiří Dienstbier mladší, politik a senátor
- 1972 – Petr Batěk, herec
- 1976 – Jiří Štajner, fotbalový reprezentant
- 1987 – Martina Sáblíková, rychlobruslařka

### Svět

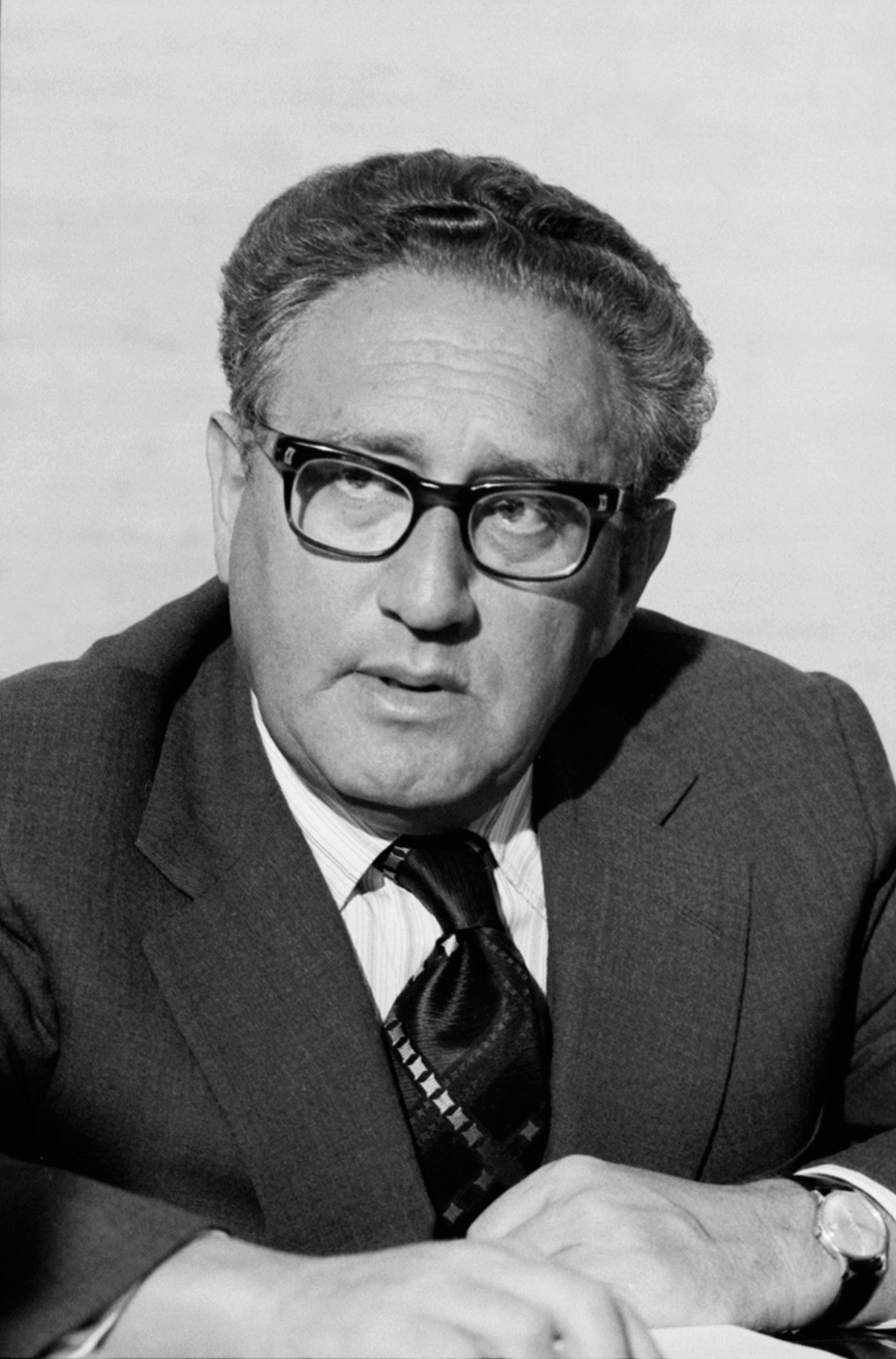
Henry Kissinger (* 1923)

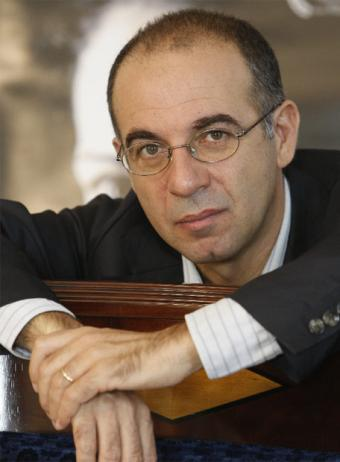
Giuseppe Tornatore (* 1956)

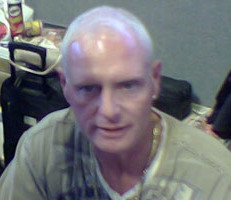
Paul Gascoigne (* 1967)

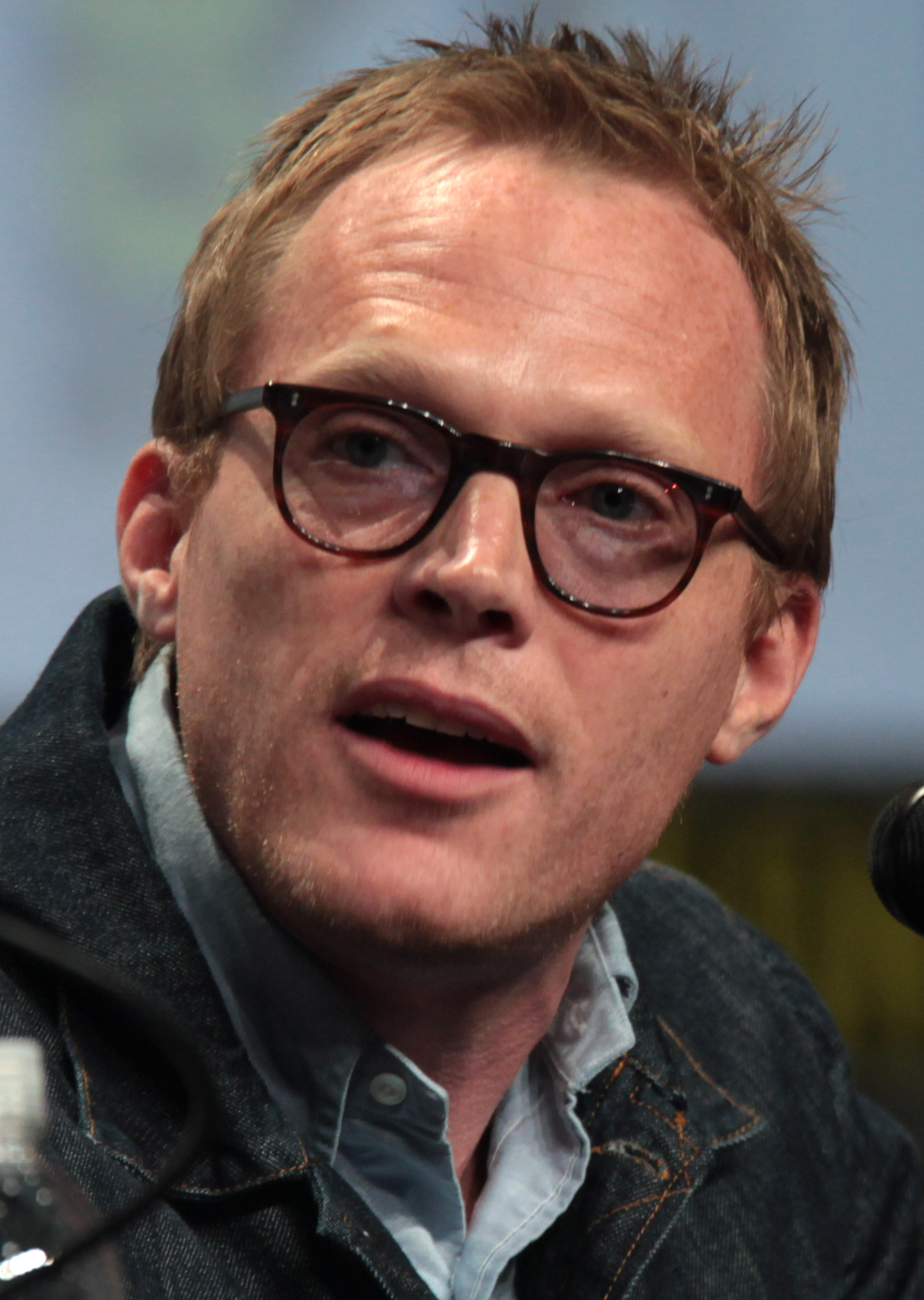
Paul Bettany (* 1971)

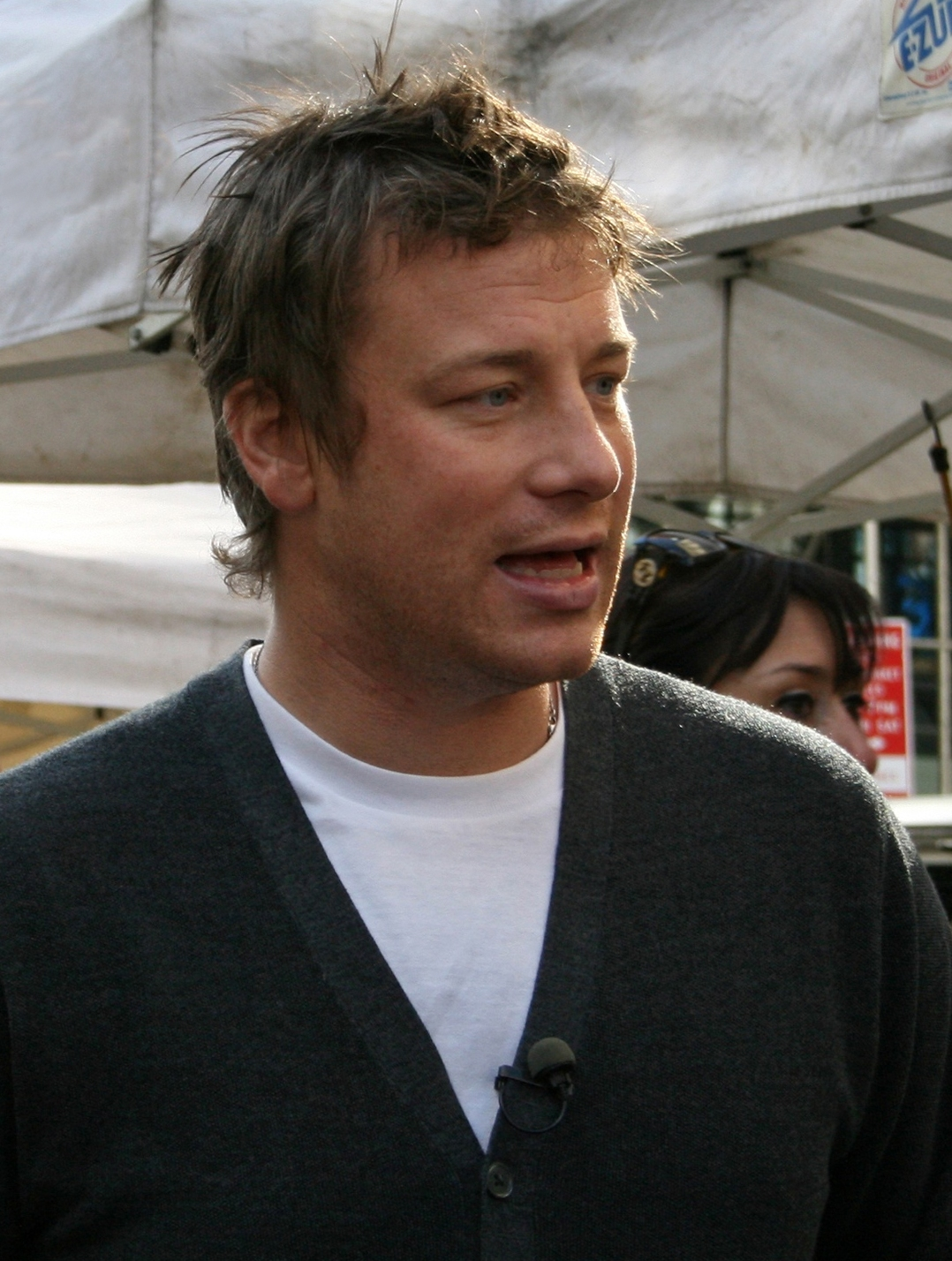
Jamie Oliver (* 1975)

- 1332 – Ibn Chaldún, arabský učenec († 17. března 1406)
- 1626 – Vilém II. Oranžský, místodržitel Spojených provincií nizozemských († 6. listopadu 1650)
- 1651 – Louis-Antoine de Noailles, kardinál, arcibiskup pařížský († 4. května 1729)
- 1652 – Alžběta Šarlota Falcká, falcká princezna, vévodkyně orleánská († 8. prosince 1722)
- 1684 – Wilhelm Reinhard von Neipperg, rakouský polní maršál († 26. května 1774)
- 1689 – Ondřej Jakub z Ditrichštejna, salcburský arcibiskup († 5. ledna 1753)
- 1733 – Johann Christian Bockshammer, slezský evangelický spisovatel († 13. listopadu 1804)
- 1756 – Maxmilián I. Josef Bavorský, první bavorský král († 13. října 1825)
- 1794 – Cornelius Vanderbilt, americký podnikatel v oblasti dopravy a železničního stavitelství († 4. ledna 1877)
- 1799 – Jacques Fromental Halévy, francouzský skladatel († 17. března 1862)
- 1819 – Jiří V. Hannoverský, král hannoverský († 12. června 1878)
- 1821 – Louis Bouilhet, francouzský dramatik a básník († 18. července 1869)
- 1827 – Thomas Keith, skotský lékař a fotograf († 9. října 1895)
- 1837
  - Wild Bill Hickok, legendární postava amerického Divokého Západu († 2. srpna 1876)
  - Illarion Voroncov-Daškov, ruský generál a generální guvernér Kavkazu († 16. ledna 1916)
- 1841 – René Panhard, francouzský průkopník automobilismu († 16. července 1908)
- 1861 – Karl von Leth, ministr financí Předlitavska († 17. listopadu 1930)
- 1868 – Aleksa Šantić, srbský básník († 2. února 1924)
- 1871 – Georges Rouault, francouzský malíř († 13. února 1958)
- 1877 – Isadora Duncanová, americká tanečnice († 14. září 1927)
- 1879 – Karl Bühler, německý psycholog († 24. října 1963)
- 1888 – Louis Durey, francouzský skladatel († 3. července 1979)
- 1894 – Louis-Ferdinand Céline, francouzský lékař a spisovatel († 1. července 1961)
- 1897
  - John Douglas Cockcroft, britský fyzik, Nobelova cena za fyziku 1951 († 18. září 1967)
  - Adolf Portmann, švýcarský biolog a filozof († 28. června 1982)
- 1898 – Alberto Hemsi, sefardský hudební skladatel a muzikolog († 8. října 1975)
- 1899 – Dov Josef, ministr spravedlnosti Izraele († 7. ledna 1980)
- 1904 – Ernst z Hohenbergu, druhorozený syn Františka Ferdinanda d'Este († 5. března 1954)
- 1905 – František Viktor Podolay, slovenský malíř († 13. února 1958)
- 1906 – Buddhadása, thajský buddhistický filozof († 25. května 1993)
- 1907 – Rachel Carsonová, americká bioložka, autorka knihy Silent Spring († 1964)
- 1911
  - Hubert Humphrey, americký státník a politik († 13. ledna 1978)
  - Teddy Kollek, starosta Jeruzaléma († 2. ledna 2007)
- 1913 – Wols, německý malíř a fotograf († 1. září 1951)
- 1918 – Jasuhiro Nakasone, japonský premiér († 29. listopadu 2019)
- 1922 – Christopher Lee, britský herec († 7. června 2015)
- 1923 – Henry Kissinger, americký ministr zahraničí a nositel Nobelovy ceny míru za rok 1973 († 29. listopadu 2023)
- 1924 – Ladislav Chudík, slovenský herec a divadelní pedagog († 29. června 2015)
- 1926
  - Kees Rijvers, nizozemský fotbalista a trenér († 4. března 2024)
  - Bud Shank, americký saxofonista a flétnista († 2. dubna 2009)
- 1930 – John Simmons Barth, americký spisovatel
- 1931 – Fátin Hamámaová, egyptská filmová producentka a herečka († 17. ledna 2015)
- 1933 – Jozef Košnár, slovenský ekonom († 27. září 2008)
- 1935 – Ramsey Lewis, americký klavírista († 12. září 2022)
- 1939
  - Alta Vášová, slovenská spisovatelka
  - Don Williams, americký country zpěvák a skladatel († 8. září 2017)
- 1943 – Artěmij Michajlovič Karapeťjanc, ruský sinolog a lingvista († 26. prosince 2021)
- 1946 – Lewis Collins, anglický herec († 27. listopadu 2013)
- 1948
- Gábor Presser, maďarský hudebník
  - Alexandr Volkov, sovětský kosmonaut
- 1950 – Dee Dee Bridgewater, americká jazzová zpěvačka
- 1951 – Ana Belén, španělská herečka a zpěvačka
- 1955 – Richard Schiff, americký televizní a filmový herec
- 1956 – Giuseppe Tornatore, italský filmový režisér
- 1957
  - Siouxsie Sioux, britská zpěvačka
  - Claudio Pollio, italský zápasník, olympijský vítěz
  - Tone Hrovat, slovinský politik
- 1963 – Gonzalo Rubalcaba, kubánský jazzový pianista
- 1965 – Pat Cash, australský tenista
- 1966 – Sean Kinney, americký bubeník
- 1967 – Paul Gascoigne, anglický fotbalista
- 1971 – Paul Bettany, britský herec
- 1972 – Maxim Sokolov, ruský hokejový brankář
- 1975
  - Jamie Oliver, britský kuchař a televizní moderátor
  - André 3000, americký rapper, hudební producent a herec
- 1980
  - Juraj Dovičovič, slovenský fotbalista
  - Rudolf Huna, slovenský hokejista
- 1988 – Andrejs Rastorgujevs, lotyšský biatlonista
- 1990 – Chris Colfer, americký herec a spisovatel
- 1991
  - Xenija Pervaková, ruská tenistka
  - Beauden Barrett, novozélandský ragbista
- 1994 – Shawnacy Barber, kanadský atlet, tyčkař († 17. ledna 2024)
- 1999 – Lily-Rose Depp, francouzsko-americká herečka

## Úmrtí
Automatický abecedně řazený seznam viz Kategorie:Úmrtí 27. května

### Česko

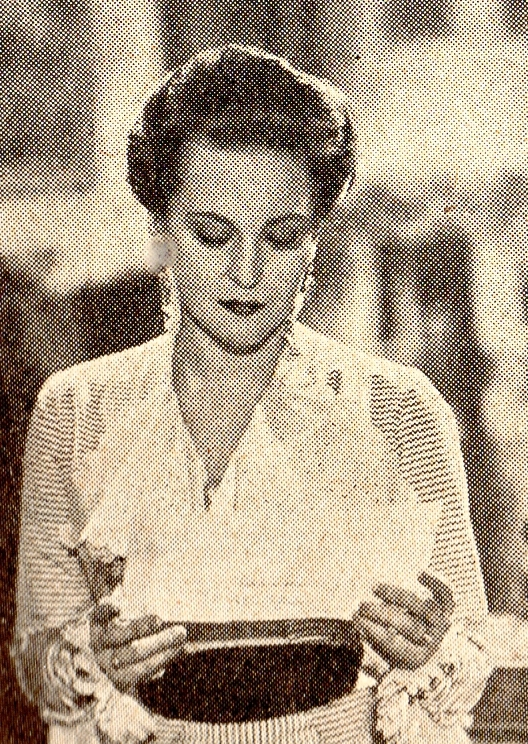
Zita Kabátová († 2012)

- 1290 – Božena Česká, dcera krále Václava I. (* mezi 1227 a 1230)
- 1680 – Jan Jiří Bendl, barokní sochař (* před 1620)
- 1860 – Antonín Liehm, malíř a pedagog (* 25. ledna 1817)
- 1863 – Václav Filípek, buditel (* 29. srpna 1811)
- 1888 – Františka Stránecká, spisovatelka (* 9. března 1839)
- 1895 – Mořic Vilém Trapp, historik a archeolog (* 24. ledna 1825)
- 1906 – Ladislav Rott, obchodník (* 6. června 1851)
- 1914 – Irma Geisslová, spisovatelka a básnířka (* 6. července 1855)
- 1939 – Joseph Roth, rakouský spisovatel a novinář (* 2. září 1894)
- 1945
  - Josef Šusta, historik, spisovatel a politik (* 19. února 1874)
  - František Pánek, československý politik (* 31. ledna 1853)
- 1948 – Augustin Schramm, komunistický funkcionář a agent NKVD (* 2. března 1907)
- 1954 – Mojmír Mazálek, archeolog (* 4. listopadu 1907)
- 1961 – Jevgenij Leopoldovič Nedzelskij, překladatel české literatury do ruštiny (* 3. listopadu 1894)
- 1963 – Jan Zázvorka starší, architekt (* 21. ledna 1884)
- 1964 – Miloš Bergl, jazzový varhaník a publicista (* 24. října 1931)
- 1967 – Josef Velenovský, písecký malíř a fotograf (* 3. března 1887)
- 1971 – Vladimír List, elektrotechnický inženýr a vysokoškolský pedagog (* 1. června 1877)
- 1979 – Julius Firt, politik (* 17. listopadu 1897)
- 2007 – Zdeněk Mathauser, estetik a literární vědec (* 3. června 1920)
- 2012 – Zita Kabátová, herečka (* 27. dubna 1913)
- 2022 – Lenka Šmídová, operní pěvkyně, sólistka Opery Národního divadla v Praze (* 15. prosince 1961)
- 2023 – Jan Mrvík, veslař (* 29. března 1939)

### Svět

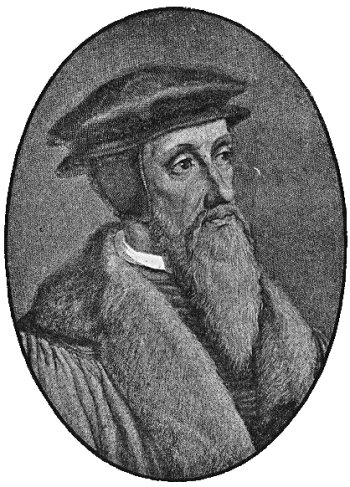
Jan Kalvín († 1564)

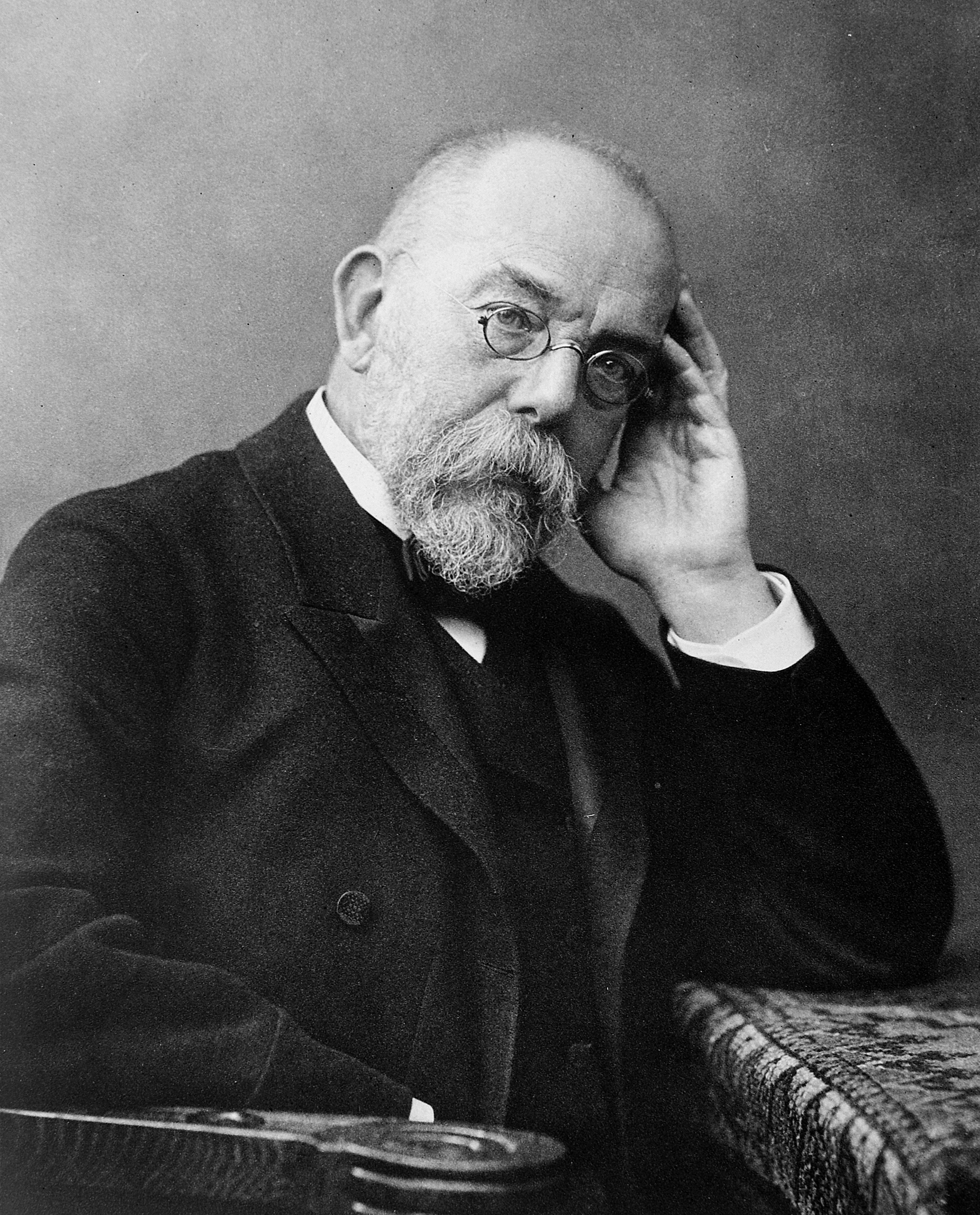
Robert Koch († 1910)

- 1508 – Lodovico Sforza, vévoda milánský, zvaný Il Moro (* 27. července 1452)
- 1525 – Thomas Müntzer, náboženský reformátor a vůdce povstalců (* 1489 nebo 1490)
- 1541 – Markéta Pole, dcera Jiřího, 1. vévody z Clarence, blahoslavená (* 14. srpna 1473)
- 1564 – Jan Kalvín, francouzský náboženský reformátor (* 10. července 1509)
- 1610 – François Ravaillac, vrah francouzského krále Jindřicha IV. (* 1578)
- 1676 – Paul Gerhardt, německý barokní básník (* 12. března 1607)
- 1690 – Giovanni Legrenzi, italský varhaník a hudební skladatel (pokřtěn 12. srpna 1626)
- 1749 – Maria Caroline Charlotte von Ingenheim, milenka císaře Karla VII. (* 2. srpna 1704)
- 1762 – Alexander Gottlieb Baumgarten, německý osvícenský filozof (* 17. července 1714)
- 1766 – Ivan Polzunov, ruský mechanik, vynálezce dvoucylindrového parního stroje (* 14. března 1728)
- 1770 – Žofie Magdalena Braniborská, dánská a norská královna (* 28. listopadu 1700)
- 1797 – Gracchus Babeuf, novinář francouzské revoluce (* 23. listopadu 1760)
- 1803 – Ludvík Parmský, etruský král (* 5. července 1773)
- 1840 – Niccolò Paganini, italský houslový virtuos, kytarista a hudební skladatel (* 27. října 1782)
- 1901 – Artur Hazelius, švédský učitel, jazykovědec a folklorista (* 30. listopadu 1833)
- 1910 – Robert Koch, německý lékař a zakladatel bakteriologie (* 11. prosince 1843)
- 1911 – Thursday October Christian II., vůdce kolonie na Pitcairnových ostrovech (* říjen 1820)
- 1916 – Josef Langl, rakouský malíř, grafik a spisovatel českého původu (* 18. března 1843)
- 1919 – Simon Schwendener, švýcarský botanik (* 10. února 1829)
- 1926 – Srečko Kosovel, slovinský básník (* 18. března 1904)
- 1936 – Elsa Württemberská, princezna ze Schaumburg-Lippe (* 1. března 1876)
- 1937 – Frederic Eugene Ives, americký fotograf a vynálezce (* 17. února 1856)
- 1964 – Džaváharlál Néhrú, indický politik (* 14. listopadu 1889)
- 1967 – Ernst Niekisch, německý levicový politik a žurnalista (* 23. května 1889)
- 1969 – Jeffrey Hunter, americký herec (* 25. listopadu 1926)
- 1987 – John Howard Northrop, americký biochemik, Nobelova cena za chemii 1946 (* 5. července 1891)
- 2000 – Maurice Richard, kanadský hokejový útočník (* 4. srpna 1921)
- 2003 – Luciano Berio, italský skladatel (* 24. října 1925)
- 2009 – Clive W. J. Granger, britský ekonom, nositel Nobelovy ceny za ekonomii (* 4. září 1934)
- 2011
  - Gil Scott-Heron, americký hudebník (* 1. dubna 1949)
  - Janet Brown, britská bavička, herečka (* 14. prosince 1923)
  - Jeff Conaway, americký herec (* 5. října 1950)
- 2013 – Ingrid Visserová, nizozemská volejbalistka (* 4. června 1977)
- 2017 – Gregg Allman, americký rockový hudebník, spoluzakladatel skupiny The Allman Brothers Band (* 8. prosince 1947)
- 2018 – Donald Peterson, americký astronaut (* 22. října 1933)
- 2021 – Poul Schlüter, dánský politik (* 3. dubna 1929)
- 2023 – Ilja Kabakov, ukrajinský malíř (* 30. září 1933)
- 2024 – Ștefan Birtalan, rumunský házenkář (* 25. září 1948)

## Svátky
- Obrázky, zvuky či videa k tématu 27. květen na Wikimedia Commons

### Česko
- Valdemar, Valdemara
- Vadim
- Svatoboj, Svatobor
- Den národního vzdoru (podepsáno prezidentem dne 14. dubna 2022)

### Svět
- Slovensko: Iveta
- Afghánistán: Den nezávislosti
- Nigérie: Den dětí
- USA: Memorial day (je-li pondělí)
- Nikaragua: Den armády
- Turecko: Den svobody a ústavy
- Bolívie: Den matek

| 27. květen v pražském KlementinuÚdaje jsou platné k 11. 3. 2025. | 27. květen v pražském KlementinuÚdaje jsou platné k 11. 3. 2025. | 27. květen v pražském KlementinuÚdaje jsou platné k 11. 3. 2025. |
| minimum                                                          | denní průměr                                                     | maximum                                                          |
| ---------------------------------------------------------------- | ---------------------------------------------------------------- | ---------------------------------------------------------------- |
| 4,1 °C (1836)                                                    | 16,8 °C (od 1961)                                                | 31,0 °C (1868)                                                   |